# Caitlin Clark
Caitlin Elizabeth Clark (Des Moines, 2002. január 22. –) amerikai profi kosárlabdázó. Jelenleg a WNBA-ben szereplő Indiana Fever csapatában játszik. Egyetemen az Iowa Hawks csapatában játszott és minden idők egyik legjobb egyetemista játékosának tartják.

## Statisztikák
A Basketball Reference adatai alapján.

### Egyetem
| Év      | Csapat  | JM  | KM  | JP/M | MG%  | 3P%  | BD%  | LP/M | GP/M | L/M | B/M | P/M   |
| ------- | ------- | --- | --- | ---- | ---- | ---- | ---- | ---- | ---- | --- | --- | ----- |
| 2020–21 | Iowa    | 30  | 30  | 34.0 | .472 | .406 | .858 | 5.9  | 7.0  | 1.3 | .5  | 26.6* |
| 2021–22 | Iowa    | 32  | 32  | 35.9 | .452 | .332 | .881 | 8.0  | 8.0* | 1.5 | .6  | 27.0* |
| 2022–23 | Iowa    | 38  | 38  | 34.4 | .473 | .389 | .839 | 7.1  | 8.6* | 1.5 | .5  | 27.8  |
| 2023–24 | Iowa    | 39  | 39  | 34.8 | .455 | .378 | .860 | 7.4  | 8.9* | 1.8 | .5  | 31.6* |
| Karrier | Karrier | 139 | 139 | 34.8 | .462 | .377 | .858 | 7.1  | 8.2  | 1.5 | .5  | 28.4  |

### WNBA

#### Alapszakasz
| Év       | Csapat        | JM | KM | JP/M | MG%  | 3P%  | BD%  | LP/M | GP/M | L/M | B/M | P/M  |
| -------- | ------------- | -- | -- | ---- | ---- | ---- | ---- | ---- | ---- | --- | --- | ---- |
| 2024     | Indiana Fever | 26 | 26 | 35.2 | .405 | .327 | .891 | 5.8  | 8.2* | 1.5 | .8  | 17.1 |
| Karrier  | Karrier       | 26 | 26 | 35.2 | .405 | .327 | .891 | 5.8  | 8.2  | 1.5 | .8  | 17.1 |
| All-Star | All-Star      | 1  | 1  | 26.0 | .222 | .000 | -    | 1.0  | 10.0 | 2.0 | .0  | 4.0  |